# De Zong
L'imperatore De Zong (唐德宗S), nato come Li Kuo (李适S) (Chang'an, 27 maggio 742 – Chang'an, 25 febbraio 805) è stato il nono imperatore della dinastia Tang in Cina.

## Biografia
Regnò dal 779 all'805. De Zong era il primogenito dell'imperatore Dai Zong. 
Nominato principe della corona nel 764, De Zong ascese al trono nel sesto mese del 779. Il lungo regno di De Zong fu un periodo di grande stabilità nel corso della media epoca della dinastia Tang. Imperatore diligente e austero, tentò di riformare le finanze del governo introducendo nuove imposte. In collaborazione con il suo ministro, Yang Yan, De Zong attuò alcune delle riforme più massicce della burocrazia e del fisco cinese mai viste in decenni, pur provocando accesi diverbi con l'aristocrazia.
Inoltre De Zong comprese l'importanza di frenare il potere del Fanzhen 藩镇, un movimento capeggiato dal presidio militare regionale o Jiedushi (节度使) avvenuto in seguito alla ribellione di An Lushan che miravano alla presa di potere nelle regioni periferiche dell'impero. Questi feudi rappresentavano una sfida diretta all'amministrazione centrale dell'impero Tang, benché in seguito al tentativo di De Zong di limitarne il potere, tali feudi si ribellarono e De Zong fu costretto alla fuga dalla capitale Chang'an. Come risultato, De Zong decretò infine che non ne avrebbe limitato i poteri. L'incapacità di De Zong di controllare i Fanzhen indebolì il potere centralizzato della dinastia Tang e avrebbe favorito una serie di rivolte a metà del nono secolo e l'avrebbe infine condotta al crollo totale alla fine del X secolo.
De Zong morì nel primo mese dell'805 nel palazzo delle concubine all'età di 62 anni dopo aver regnato per quasi 26 anni. Gli succedette il figlio.